# Niederländische Badmintonmeisterschaft 1990
Die Niederländische Badmintonmeisterschaft 1990 war die 45. Austragung der nationalen Titelkämpfe im Badminton in den Niederlanden. Sie wurde bereits im Dezember 1989 ausgetragen.

## Sieger und Finalisten
| Disziplin    | Gold                       | Silber         |
| ------------ | -------------------------- | -------------- |
| Herreneinzel | Pierre Pelupessy           | Edwin van Dalm |
| Dameneinzel  | Monique Hoogland           | Eline Coene    |
| Herrendoppel | Seno The Uun Santosa       |                |
| Damendoppel  | Eline Coene Erica van Dijk |                |
| Mixed        | Alex Meijer Erica van Dijk |                |